# Susa (Tunezja)
Susa (fen. 𐤀𐤃‬𐤓‬𐤌𐤕‬, łac. Hadrumetum, arab. ‏سوسة‎ = Sūsah, fr. Sousse) – miasto portowe we wschodniej Tunezji, w regionie Sahel nad zatoką Hammamet (Morze Śródziemne), stolica Gubernatorstwa Susa, położone 143 kilometry na południe od Tunisu.
Susa jest trzecim co do wielkości portem w Tunezji. Kurort wypoczynkowy nad Morzem Śródziemnym, do którego ściąga rocznie ponad półtora miliona turystów. Do miasta należy port jachtowy Marsa al-Kantawi. W Susie urodził się były prezydent Republiki Tunezyjskiej Zin Al-Abidin Ben Ali. Miasto, ze względu na starożytną historię i zabytki, wpisane jest na listę UNESCO.
W mieście rozwinął się przemysł olejarski, cukrowniczy, rybny, bawełniany, chemiczny, materiałów budowlanych oraz samochodowy.

## Historia
Hadrumetum było jedną z kolonii fenickich założonych w IX w. p.n.e. Znajdowało się ono na północ od Parva i Tapsos oraz na południe od Kartaginy. W 202 p.n.e., podczas drugiej wojny punickiej, była tu baza wojskowa Hannibala. Po trzeciej wojnie punickiej miasto znalazło się w Imperium rzymskim. Po reformie administracji cesarstwa, przeprowadzonej przez Dioklecjana, zostało stolicą  prowincji Africa Byzacena.
W IV i V w. stanowiło ważny ośrodek życia chrześcijańskiego. Mnisi z Hadrumetum prowadzili dialog z Augustynem z Hippony w związku z kontrowersją pelagiańską. Wprowadzeni w zamieszanie przez tę doktrynę Pelagiusza w 427 r. przeczytali list Augustyna z Hippony, napisany przed dziewięciu laty do prezbitera Sysktusa i podnieśli kwestię predestynacji. Augustyn, w odpowiedzi na wątpliwości powstałe w klasztorze w Hadrumetum, napisał listy 214 i 215, a następnie traktat O łasce i wolnej woli / De gratia et libero arbitrio / (zob. Sprostowania, II,92.66). Mnisi, znając pozycję papieża Bonifacego wobec nauki pelagiańskiej, przyjęli ten tekst – według słów opata Walentyna – jako medicamentum pie curantium cum gratia (lekarstwo pobożnie leczonych przez łaskę; zob. List 216, 2-3; CSEL 58,57).
W V wieku n.e. miasto w wyniku najazdu znalazło się w państwie Wandalów.
Na stanowisku archeologicznym znaleziono tabliczki ołowiane z formułami magicznymi, figurki terakotowe i mozaiki, w tym mozaikę przedstawiającą Wergiliusza (w czasach protektoratu francuskiego przeniesiono ją do muzeum w Bardo).
26 czerwca 2015 r. doszło do zamachu terrorystycznego  w ośrodku turystycznym Port El Kantaoui, położonym około 10 kilometrów na północ od miasta Susa. W wyniku ataku śmierć poniosło 39 osób, a 36 zostało rannych.

## Zabytki
- Wielki meczet - z 851 roku;
- ribat (821 r.)
- medyna – wpisana na listę Światowego Dziedzictwa Kulturalnego UNESCO
- Muzeum Archeologiczne, które utworzono w pomieszczeniach wokół dwóch głównych dziedzińców kazby. Zgromadzono tu najlepszą w kraju – po Muzeum Bardo w Tunisie – kolekcję mozaik. Ozdobą zbiorów jest Triumf Bachusa, przedstawiający rzymskiego boga wina powożącego rydwanem na czele parady satyrów oraz liczne sceny połowu ryb. W innych salach umieszczono przedmioty wydobyte z punickiego grobu odkrytego pod muzeum. Pracuje tu na stałe artysta, prezentujący sztukę układania mozaiki, wymagającą niezwykłej cierpliwości i dokładności.
- katakumby, których korytarze z 15 tys. grobów chrześcijan z IV i V w. rozciągają się na długości 5,5 km. Dla zwiedzających udostępniono jedynie mały odcinek (100 m) katakumb Dobrego Pasterza, które nazwę zawdzięczają odkrytemu w środku napisowi bon pasteur (dobry pasterz). Większość grobów zamurowano, a tylko kilka z nich ma szklaną pokrywę, przez którą można dostrzec ludzkie kości.

## Sport i rekreacja

### Kluby sportowe
Swoją siedzibę ma tutaj klub piłkarski Étoile Sportive du Sahel, który występuje w CLP-1.

### Obiekty sportowe
W Susa mieści się wielofunkcyjny stadion Stade Olympique de Sousse, który pomieści 40 000 widzów.

## Galeria

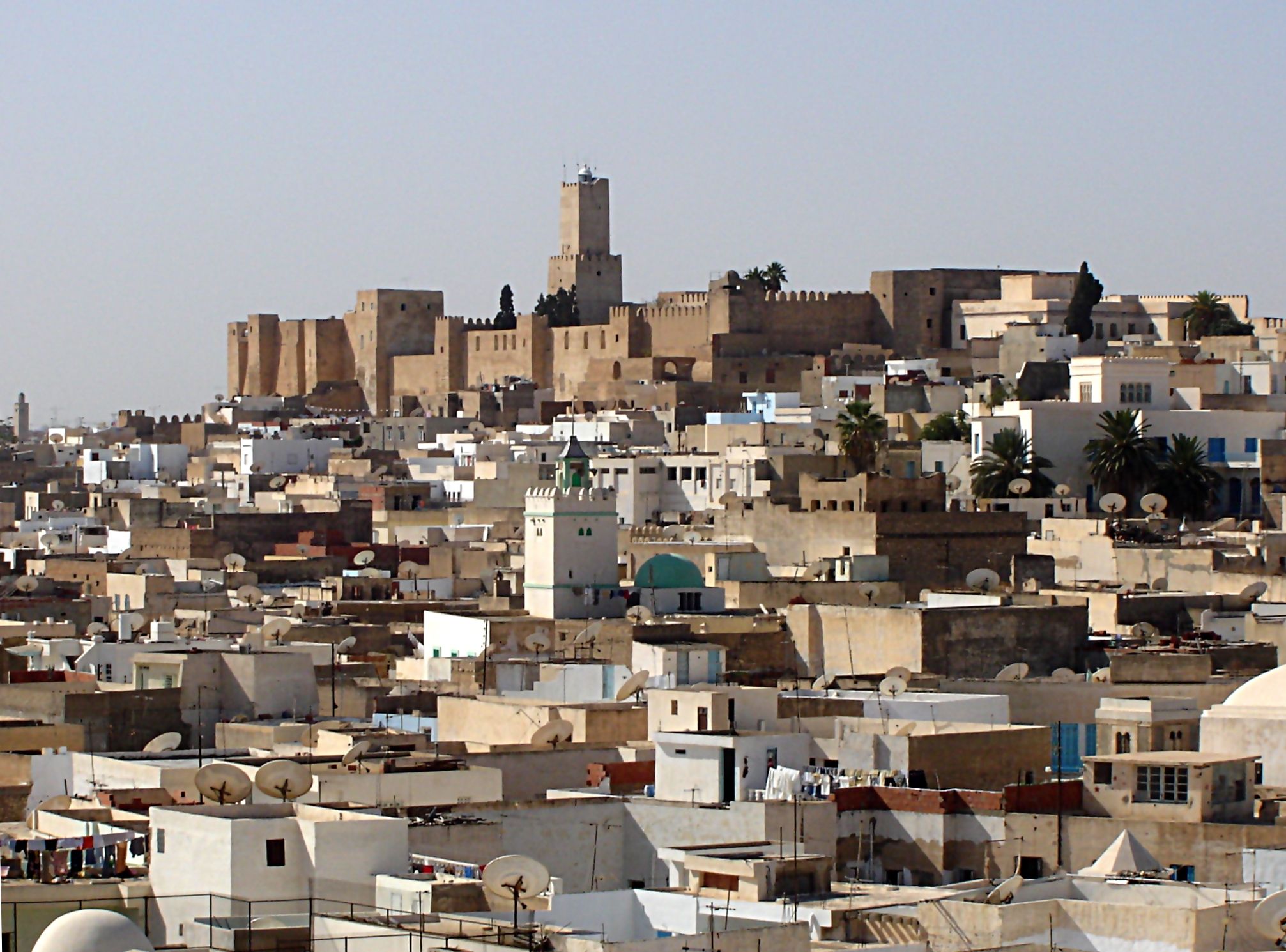
Medyna
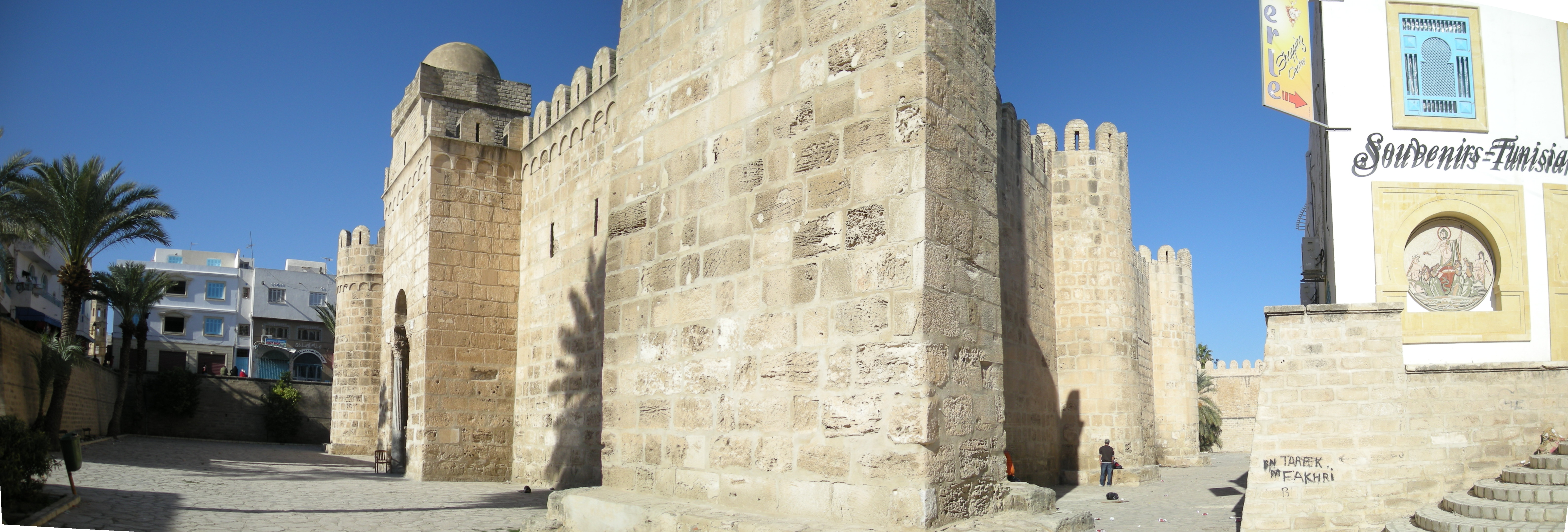
Ribat w Susie
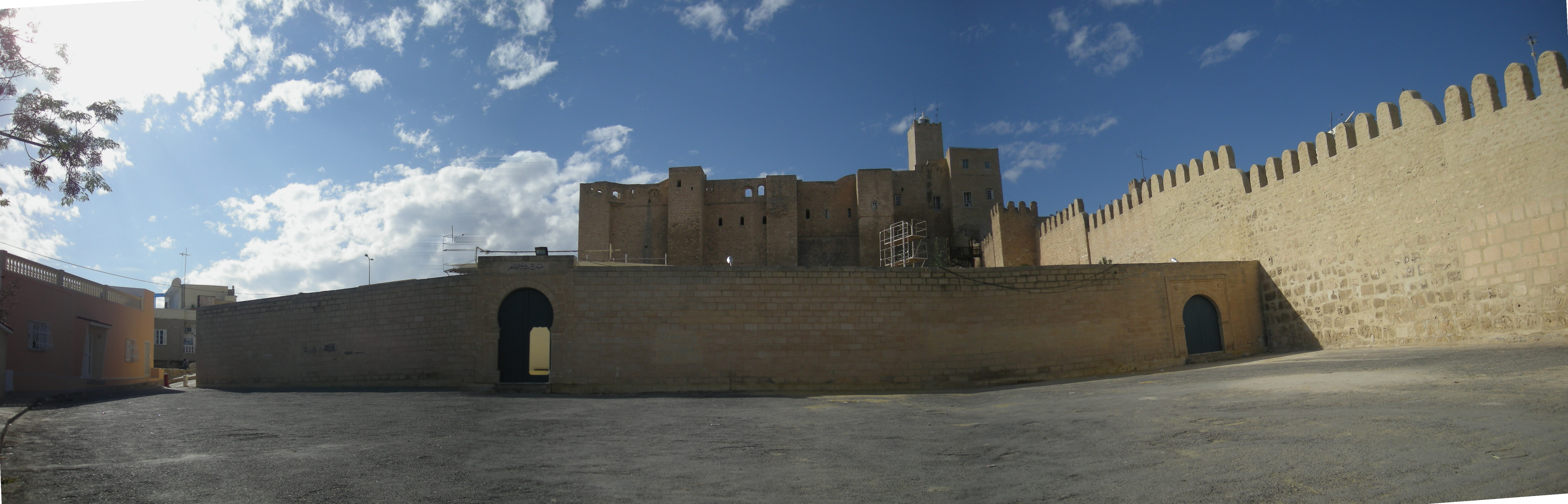
Medyna. Widok na Muzeum Archeologiczne
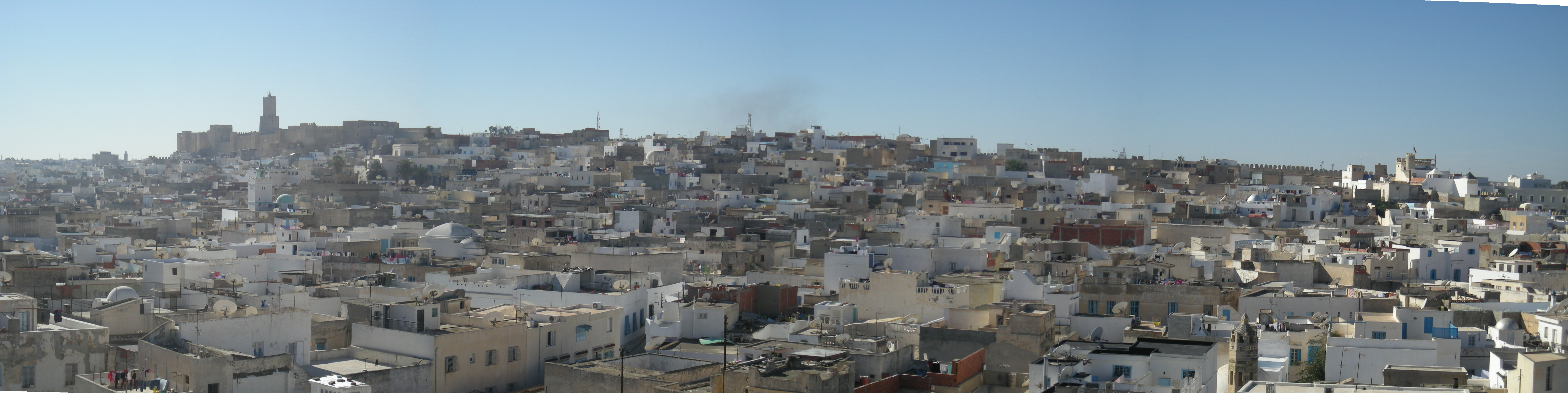
Widok z ribatu na medynę w Susie
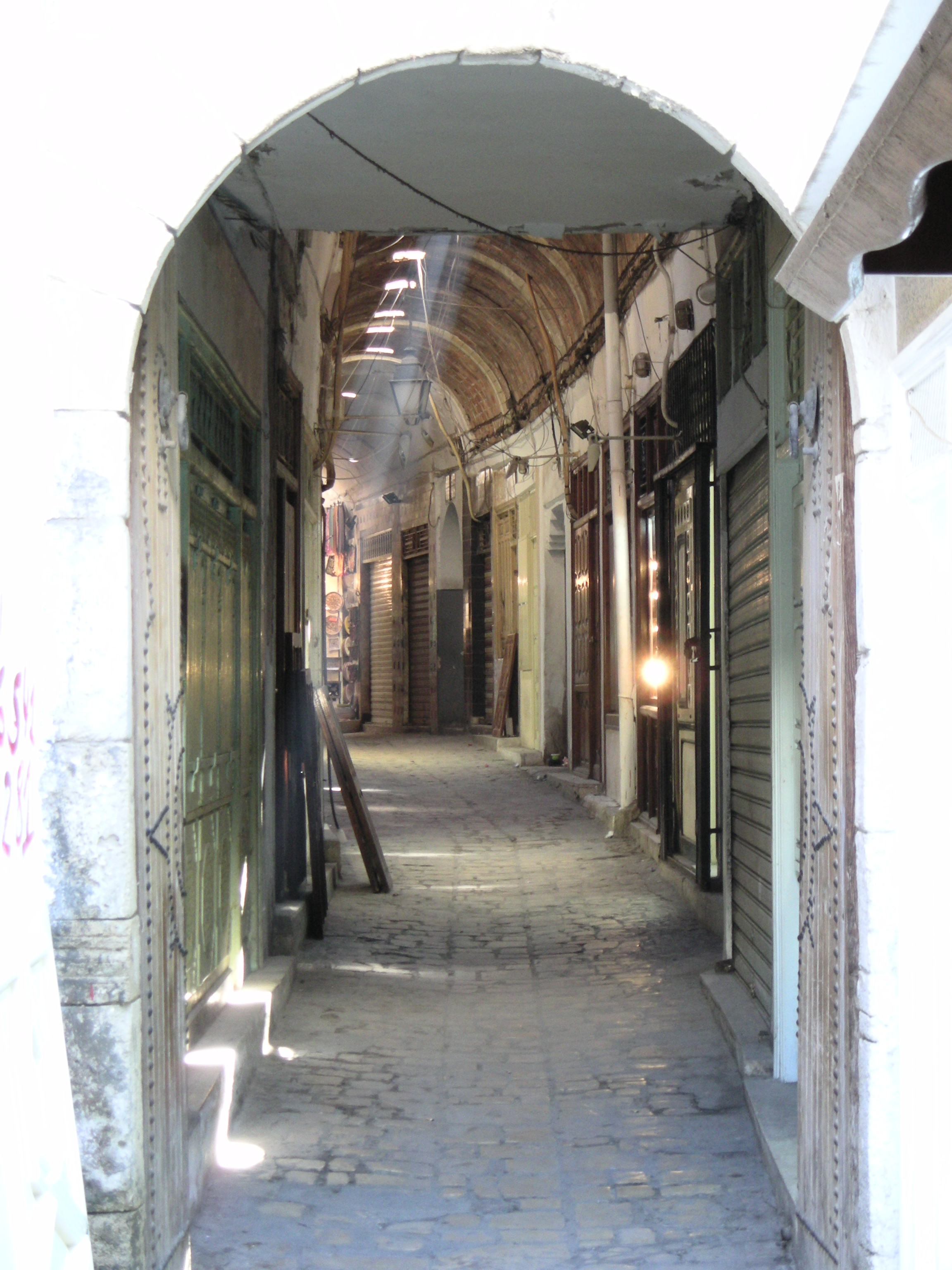
Uliczka złotników w medynie w Susie
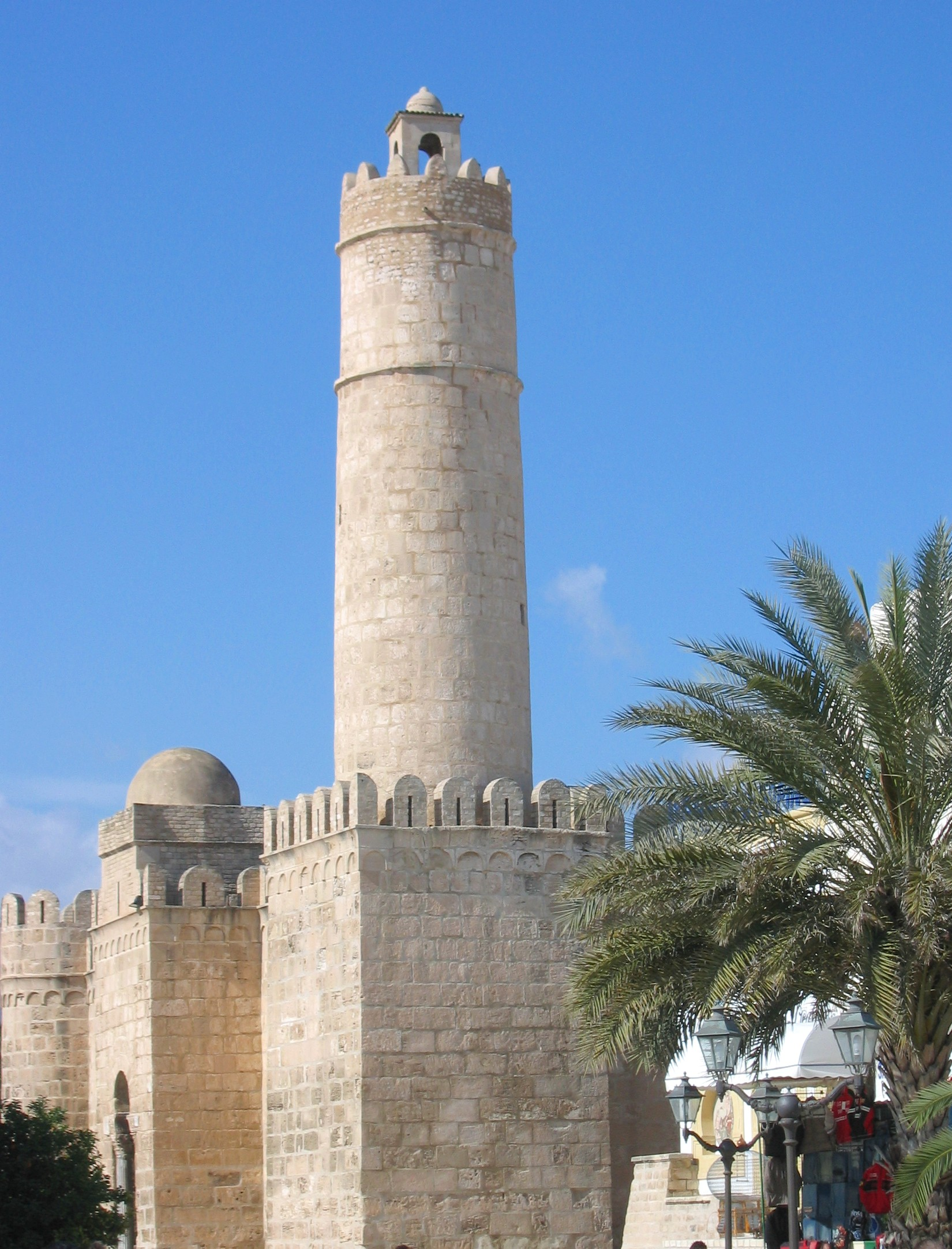
Ribat

## Miasta partnerskie
- Atar, Mauretania
- Boulogne-Billancourt, Francja
- Brunszwik, Niemcy
- Konstantyna, Algieria
- Latakia, Syria
- Lublana, Słowenia
- Marrakesz, Maroko
- Miami, Stany Zjednoczone
- Podiebrady, Czechy
- Salala, Oman
- Thies, Senegal